# Nassinia petavia
Nassinia petavia là một loài bướm đêm trong họ Geometridae.